# Mahnertius
Genre
Mahnertius est un genre de pseudoscorpions de la famille des Ideoroncidae.

## Distribution
Les espèces de ce genre sont endémiques de Colombie.

## Liste des espèces
Selon Harvey & Muchmore, 2013 :
- Mahnertius hadrodentatus Harvey & Muchmore, 2013
- Mahnertius stipodentatus Harvey & Muchmore, 2013

## Étymologie
Ce genre est nommé en l'honneur de Volker Mahnert.

## Publication originale
- Harvey & Muchmore, 2013 : The systematics of the pseudoscorpion family Ideoroncidae (Pseudoscorpiones: Neobisioidea) in the New World. Journal of Arachnology, vol. 41, no 3, p. 229-290 (texte intégral).